# Technologie Embedded Passive

Příklad součástky pro montáž do otvorů (integrovaný obvod s 8 vývody)

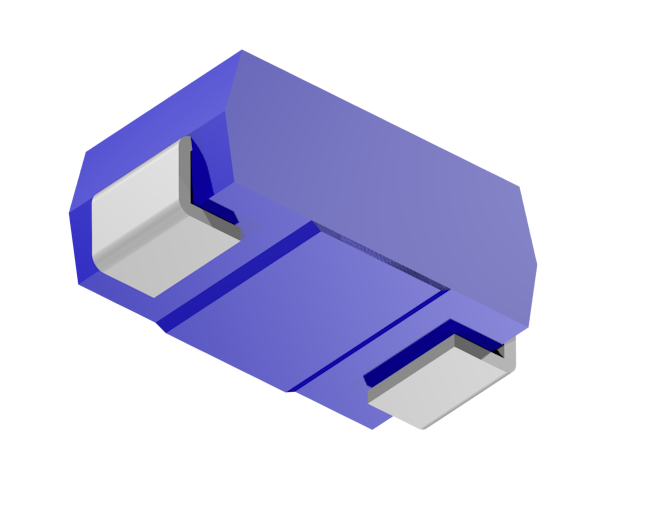
Příklad součástky pro technologii povrchové montáže (pohled zespodu)

Technologie Embedded Passive (Embedded Passive Technology, EPT)  je technologie výroby desek s plošnými spoji, (DPS) se zabudovanými pasivními komponentami. Tyto desky tvoří substráty pro případné další osazování složitými integrovanými obvody technologií povrchové montáže (SMT), resp. technologií montáže do pokovených otvorů. Technologie EPT je třetím stupněm vývoje technologie montáže elektroniky:
- technologie montáže do otvorů (Through-Hole Technology, THT) – osazování plošných spojů pomocí montáže do průchozích otvorů;
- technologie povrchové montáže (Surface-Mounting Ttechnology, SMT) –připojení vývodů nebo zakončení komponenty k vodivému obrazci desky s plošnými spoji pájením, bez použití otvorů pro součástku;
- technologie embedded passive (Embedded Passive Technology, EPT) – pasivní komponenty jsou vytvořeny uvnitř nebo vsunuty do primárně propojeného substrátu;
- technologie embedded PCB (Embedded PCB Technology) –aktivní a/nebo pasivní komponenty jsou vytvořeny uvnitř nebo vsunuty do primárně propojeného substrátu.

## Komponenty používané při výrobě substrátu:
- pasivní součástky vkládané (dodávané externě) – rezistory, kondenzátory, induktory, systémy MEMS ;
- pasivní součástky vytvářené (při výrobě desky) – rezistory, kondenzátory, induktory.

## Elektronická zařízení realizovaná technologií EPT
Taková zařízení předpokládají:
- vysokou hustotu propojení substrátu,
- pasivní komponenty (R, C, L) zabudované v substrátu (komponenty pro 5G)
- aktivní součástky (velmi náročné IO) montované technologií SMT.
- cena výrobku
  - nízká: velká sériovost výroby, SmartPhones, SmartBands,
  - vysoká: malé série výroby, kosmické technologie atp.

## Příklady výrobků realizovaných technologií EPT:

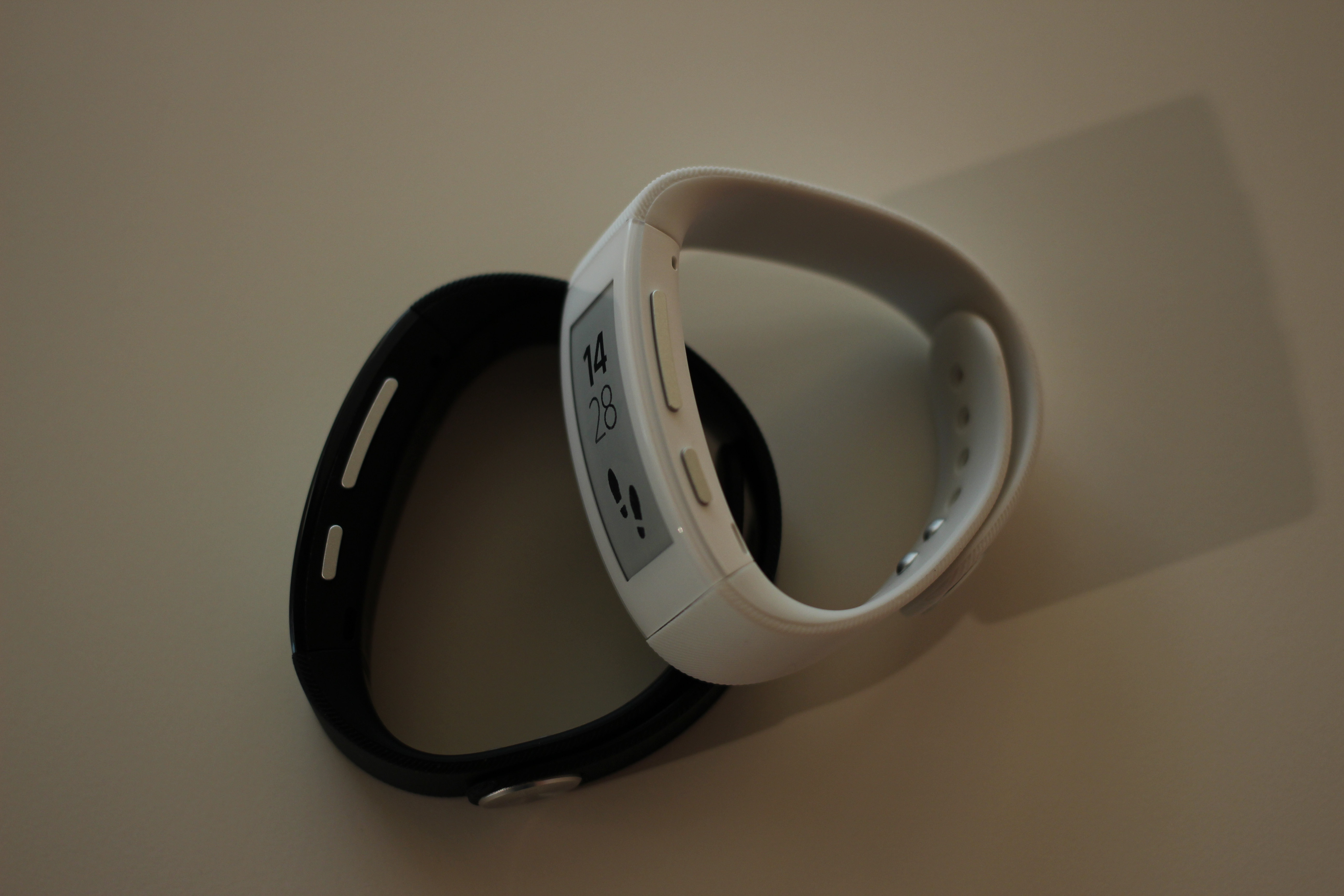
Příklad malé mobilní elektroniky realizované často technologií Embedded Passive

- Elektronika pro kosmické lety (space applications);
- Chytré telefony (SmartPhones, iPhone X);
- Chytré náramky (SmartBands, ukazují čas, zdravotní údaje, sportovní aktivity);
- Biomedicínské zdravotní senzory (biomedical health sensors).

## MikroElektroMechanické Systémy

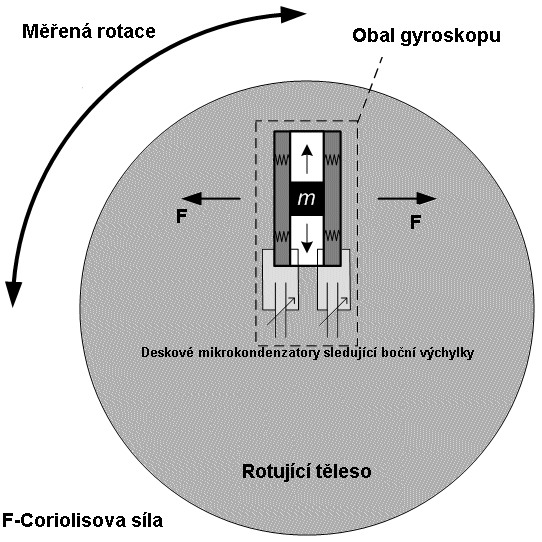
Princip gyroskopu se sensorem typu MEMS

MEMS (MicroElectroMechanical Systems) jsou systémy s mikro-rozměry, ve kterých jsou senzory, akční členy a/nebo elektrické obvody integrovány na čipu pomocí polovodičových procesů; příklady senzorů MEMS v chytrých telefonech:
- akcelerometry (accelerometers);
- gyroskopy (gyroscopes);
- snímače okolního světla (ambient light sensors);
- magnetometry (magnetometers).

## Mezinárodní elektrotechnická komiseIEC TC 91
IEC TC 91, Technologie montáže elektroniky je tvořena 15 pracovními skupinami. Pracovní skupina WG 6, Technologie montáže zabudovaných součástek je zaměřena na:
- substráty se zabudovanými součástkami;
- moduly, které používají takové substráty;
- vypracování a údržbu souboru IEC 62878.

IEC 62878, Device embedding assembly technology (Technologie montáže zabudovaných součástek) je připravovaný soubor dokumentů, které specifikují požadavky a metody zkoušení pro substráty se zabudovanými aktivními nebo pasivními součástkami, s diskrétními komponentami vytvářenými výrobními postupy pro desky s plošnými spoji atp.
- Part 1: Generic specification for device embedded substrates (Část 1: Kmenová specifikace pro substráty se zabudovanými součástkami);
- Part 1-1: Generic specification – Test methods (Část 1-1: Kmenová specifikace – Zkušební metody);
- Part 2-1: Guidelines – General description of technology (Část 2-1: Směrnice – Obecný popis technologie);
- Part 2-2: Guidelines – Electrical testing (Část 2-2: Směrnice – Elektrické testování);
- Part 2-3: Guidelines – Design guide (Část 2-3: Směrnice – Návod pro návrh);
- Part 2-5: Guidelines – Implementation of a 3D data format for device embedded substrate (Část 2-5: Směrnice – Implementace 3D formátu dat pro substrát se zabudovanými součástkami);
- Part 2-7: Guidelines – Accelerated stress testing of passive embedded circuit boards (Část 2-7: Směrnice – Zrychlené testování namáháním desek s plošnými spoji se zabudovanými pasivními součástkami).